# Алмиранте Окендо (броненосен крайцер)
Алмиранте Окендо (на испански: Almirante Oquendo, чете се Алмиранте Окендо) е броненосен крайцер от типа „Инфанта Мария Тереза“ на испанския флот, който участва в битката при Сантяго де Куба по време на Испано-американската война.

## Технически характеристики
„Almirante Oquendo“ е построен в Билбао, Испания. Началото на строителството започва през януари 1889 г., спуснат е на вода през 1891 г., и завършен през 1893 г. Крайцерът има два комина и е бърз и добре въоръжен. Основното му въоръжение е разположено на централната линия в отделни барбети на носа и кърмата. Бронята на кораба е слаба: 280-милиметровите оръдия имат само слабо бронирани капаци, 140-милиметровите оръдия са монтирани на открито на горната палуба, а бронята на главния пояс защитава само две трети от дължината на кораба. Крайцерът има висок, незащитен надводен борд, който поема доста попадения по време на битката при Сантяго де Куба. Подобно на други военни кораби от края на 19 век, „Almirante Oquendo“ е солидно обзаведен и декориран с дърво, което испанците не отстраняват преди битката и спомага за пожарите по време на обстрела.